# 타미 스토로나흐

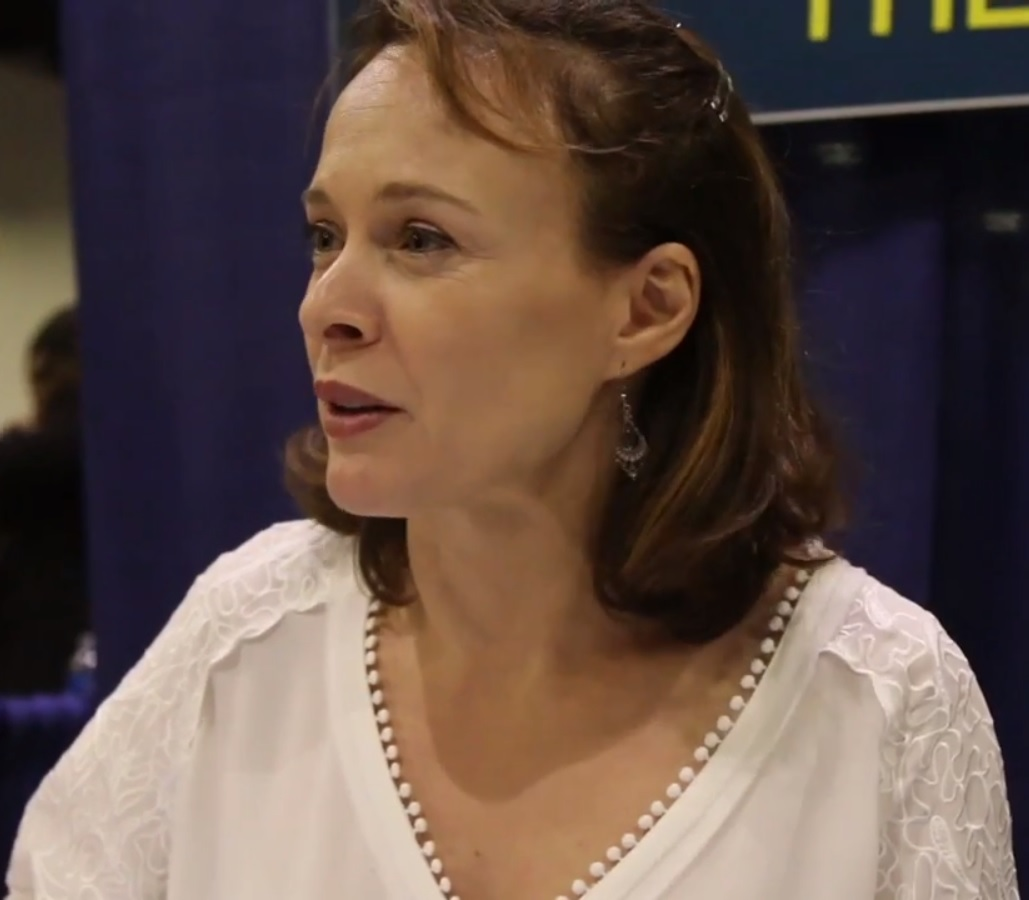

타미 스토로나흐(Tami Stronach, 1972년 7월 31일 ~ )는 이스라엘의 안무가, 댄서, 연극 배우, 영화배우, 성우이다.
테헤란에서 태어났다.

## 영화
- 네버엔딩 스토리 (1984년) - 천진한 여왕 역